# الطريق السريع 5
الطريق السريع 5، أو طريق السامرة السريع (بالعبرية: כביש חוצה שומרון‏), هو واحد من الطرق الرئيسية في إسرائيل  التي تربط تل أبيب بالمستوطنات الإسرائيلية في شمال الضفة الغربية، المعروف باسم السامرة وهو بالأصل اسم عبراني.